# ドゥンケルフラウテ

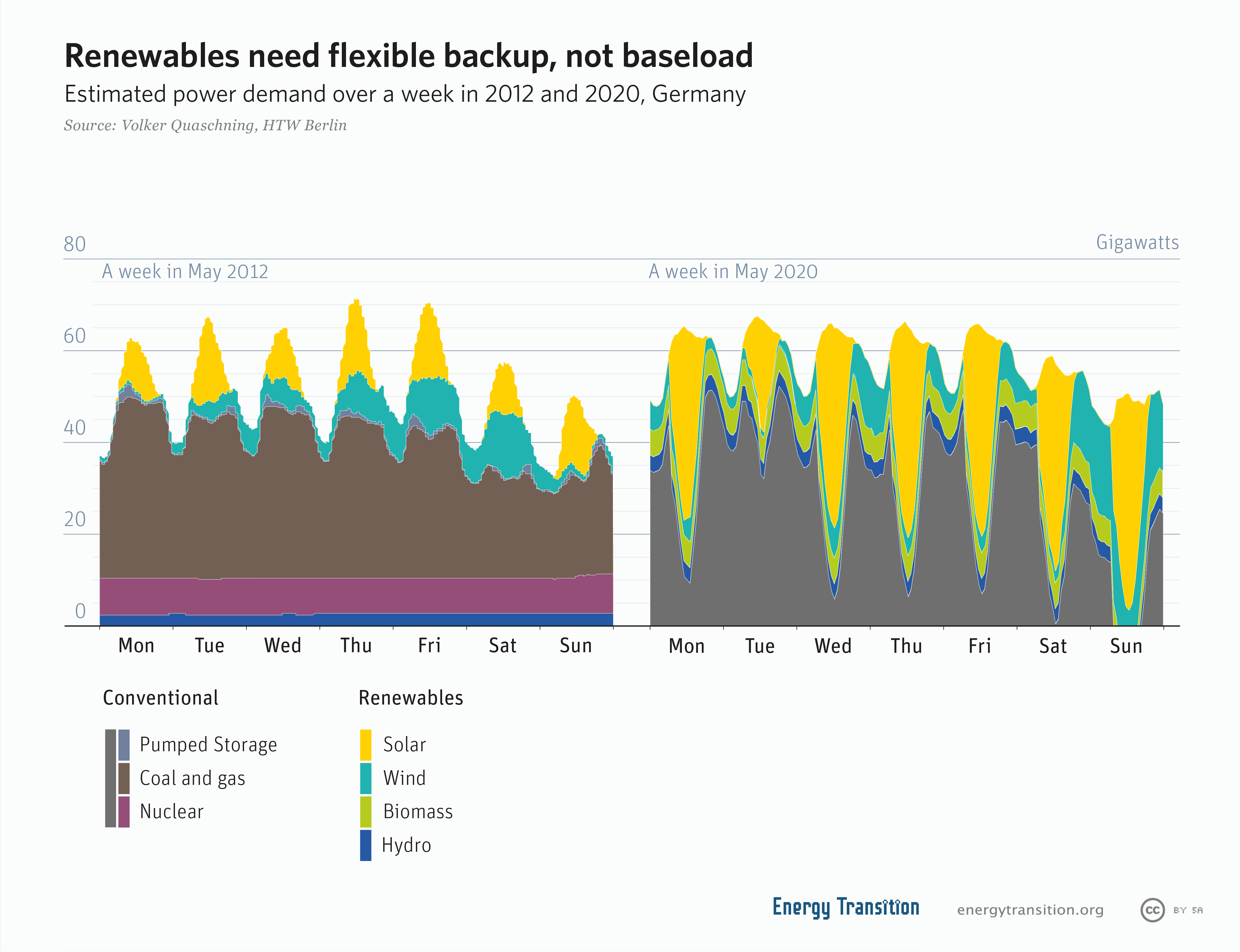
右グラフでは火曜日のある一日の短いドゥンケルフラウテを示している。

ドゥンケルフラウテ（ドイツ語: Dunkelflaute ドイツ語: [ˈdʊŋkəlˌflaʊtə]、"暗い凪"; 気象学の文献では高気圧性グルーム〈英語: anticyclonic gloom、"高気圧性の陰鬱な天気"〉と呼ばれている）は、再生可能エネルギー部門で使われている用語で、風力発電と太陽光発電を使用して皆無かそれに近いエネルギーしか生成できない一定の期間を表わす。

## 気象
典型的な高気圧と異なり、ドゥンケルフラウテ事象は晴れた空とは関連しておらず、層雲、層積雲、および霧から成る非常に濃い雲量（0.7–0.9）と関連している。2022年現在、意見が一致したドゥンケルフラウテの定量的定義は存在しない。Liらはドゥンケルフラウテを、特定の1時間に期間に風と太陽光の両方が設備利用率20%未満の状態と定義する。とりわけ、低空層積雲の高いアルベド（時には雲底高がわずか400メートルになる）は太陽放射を半分にまで減らしうる。
ヨーロッパの北部では、ドゥンケルフラウテ事象は、層雲あるいは層積雲による曇天と合わさった極端に弱い風を引き起す静的な高気圧に起因する。1年に2回から10回のドゥンケルフラウテ事象が起こる。これらの事象のほとんどは10月から2月に起こる。典型的には1年に50時間から150時間発生し、単一の事象は大抵最大24時間続く。

## 再生可能エネルギーへの影響
電力のかなりの量が再生可能エネルギー施設によって生み出されているとすると、これらの期間はエネルギーインフラの大きな問題となる。ドゥンケルフラウテは非常に広い地域にわたって同時に起こりうるが、地理的に離れた地域間ではあまり相関していないため、多国家間の送電網スキームが助けになりうる。こういった期間中に電力を確保するため、十分な容量の代替エネルギー源が存在していなればならず、エネルギーを輸入したり、需要を調整したりできる。
代替エネルギー源として、国は化石燃料（石炭、石油、天然ガス）、水力発電、原子力発電、（頻度は低いものの）エネルギー貯蔵を停電を防ぐために使用する。